# 하이무라 키요타카
하이무라 키요타카(灰村キヨタカ)는 일본의 삽화가·게임 크리에이터(원화가)이다. 히로시마현 오노미치시 출신이다.

## 작품

### 소설 삽화
- 메이드 형사(メイド刑事) (하야미 유지(早見 裕司)/GA 문고)
- 스프라이트 슈피겔(スプライトシュピーゲル) (우부카타 토우/후지미 판타지아 문고)
- 어떤 마술의 금서목록 (카마치 가즈마/전격 문고)
- 소드 오라토리아 (오모리 후지노/GA 문고)

### 게임 원화
- Hotel Ergriffen (Maple)
- 고급 창부 ~콜티 저널~(高級娼婦 ～コルティジャーナ～ ) (Wing)
- 수도환상 -Venice Fantastica-(水都幻想 - Venice Fantastica -) (Maple)
- 꿈을 꾸는 약 (Ruf) - 하이무라 기요타카(はいむらきよたか) 명의

## 같이 보기
- 카마치 카즈마